# Vipasca
Vipasca, igualmente conhecida como Metalis Vispacensis ou Vispasca, foi uma povoação romana, situada nas imediações da moderna vila de Aljustrel, na região do Alentejo, em Portugal. Consistia numa povoação mineira, cuja existência estava ligada à exploração dos ricos jazigos na área de Algares. Com efeito, as minas romanas de Aljustrel eram de grande importância, sendo consideradas como uma das principais produtoras de cobre durante o período da antiguidade. Além das zonas residenciais e industriais, a população romana também incluía uma grande necrópole e um complexo termal. Um dos achados arqueológicos mais significativos na zona de Aljustrel foram as chamadas Tábuas de Bronze, duas folhas metálicas onde estavam escritas várias regras sobre exploração mineira e várias actividades do quotidiano, constituindo um importante testemunho sobre a legislação romana.

## Descrição

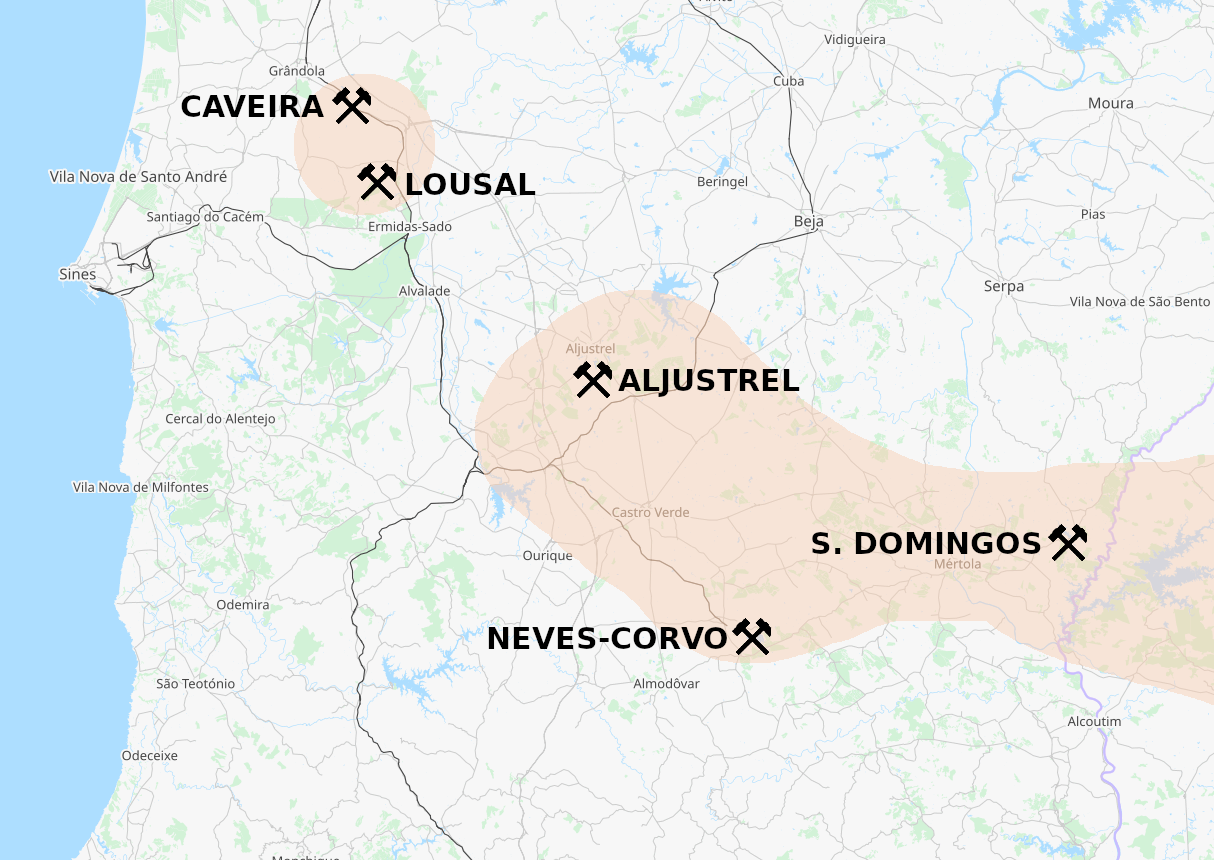
Mapa da Faixa Piritosa Ibérica em Portugal, demonstrando as principais minas. As de Aljustrel e Neves-Corvo ainda funcionam, enquanto que as da Caveira, Lousal e São Domingos já foram encerradas.

### Composição e localização
A povoação de Vipasca era de grandes dimensões, e estava situada principalmente na moderna área de Vale da Oca, nas imediações do jazigo de Algares. A povoação em si estaria localizada muito perto do Bairro de Valdoca ou de Santa Bárbara, tendo a maior parte dos seus vestígios sido destruídos. Naquela zona também foram descobertos outros núcleos de estruturas romanas, incluindo um edifício residencial conhecido como Casa do Procurador, que fazia parte de um conjunto maior de estruturas ligadas à produção mineira, e que se prolongavam até aos terrenos onde a Companhia Transtagana construiu posteriormente as suas infraestruturas para a transformação do minério, principalmente três chaminés para a queima das pirites. Devido às dimensões dos edifícios e à elevada qualidade dos materiais empregues, poderia ter sido a sede dos administradores das minas. Neste local foram encontrados os vestígios de vinte unidades estratigráficas construtivas, ocupadas em duas fases diferentes de ocupação, uma vez que sob os pavimentos dos edifícios foram encontradas as ruínas de uma estrutura mais antiga. Os espaços e edifícios correspondentes à segunda fase incluem um pátio aberto, que tinha em seu redor uma divisão em pórtico com colunas de ladrilhos, e um muro baixo, ladeando o pátio em três faces. Também foram encontrados os vestígios de um canal que era utilizado para escoar a água do pátio central. O pórtico era por seu turno rodeado por várias divisões, das quais pelo menos duas foram identificadas como quartos de dormir (cubículo). A entrada do edifício era feita pelo pátio, e as várias divisões estavam organizadas em níveis ligeiramente diferentes, acompanhando o declive do terreno, estando ligadas por escadas.
Destaca-se igualmente a presença de várias estruturas na área do Azinhal, nas margens do Barranco de Feitais, que correspondem a um edifício de grandes dimensões. Este local foi ocupado em três fases, primeiro por um edifício de funções indeterminadas, depois por um complexo para armazenamento de cobre e a queima de minério, com fornos circulares, e finalmente como depósito de escórias. Estava dividido em duas zonas e um pátio, com oito compartimentos, alguns dos quais utilizados na queima de sulfuretos, sendo os residuos depois transportados para outro local dentro do edifício, onde eram sujeitos a tratamento mecânico. Junto aos locais da queima encontravam-se pequenas divisões onde eram escolhidos os núcleos de minério queimado, e um armazém para acolher o concentrado de cobre, que tinha de ser protegido da água devido à sua grande solvabilidade. No interior também existiam espaços para armazenamento de escórias de redução. As paredes são em alvenaria, contendo xistos e rochas vulcânicas regionais misturadas com argamassa de barro. O edifício da segunda fase pode ser interpretado como uma officina aenaria, local onde o minério era transformado em concentrado de cobre, levantando questões interessantes sobre a natureza das operações mineiras em Aljustrel durante a época romana, uma vez que a queima do minério permitia aproveitar os minérios com um teor mais baixo. Este género de estruturas foi construído principalmente entre os séculos XVI a XIX, quando se tentava reaproveitar as minas de baixo teor, tendo sido igualmente empregue em Aljustrel nos finais do século XIX e princípios do XX. Porém, julgava-se que os romanos não necessitavam de queimar o minério, uma vez que as suas explorações incidiam principalmente sobre os jazigos mais ricos, além que este método exige conhecimentos avançados sobre física e química, demonstrando que os técnicos romanos alcançaram um nível tecnológico superior ao inicialmente previsto.
Segundo Estácio da Veiga, a cidade romana mais próxima das minas seria Arandis, que era habitada pelos povos aranditanos, tendo avançado a teoria de que estes poderiam ter sido os principais responsáveis pela mineração em Aljustrel. Vipasca era servida por uma rede de estradas, que a ligavam a vários pontos importantes da região. Uma destas estradas terminava em Pax Julia (Beja), passando perto da aldeia de Santa Vitória, enquanto que outra ia até Myrtilis (Mértola), que nessa época era o principal centro de escoamento dos metais produzidos na região. Esta importante via era controlada por duas fortificações romanas, uma situada no mesmo local onde se ergue a Capela de Nossa Senhora de Aracelis, e outra no Castelo de Montel, ambos situados no concelho de Castro Verde. Em Vipasca também terminava um ramal da estrada entre Pax Julia e Salacia (Alcácer do Sal), e que era igualmente defendido por um forte romano, situado nas imediações da aldeia de Odivelas, no concelho de Ferreira do Alentejo. Segundo o Itinerário de Antonino, elaborado nos princípios do século III, esta via continuava depois por Messejana, Garvão, São Bartolomeu de Messines, Portimão e Lagos, terminando em Ossónoba (Faro).
O concelho de Aljustrel encontra-se numa área de grandes potencialidades mineiras, conhecida como Faixa Piritosa Ibérica, que se estende ao longo do Alentejo e da Andaluzia. Os romanos aproveitaram extensamente os recursos naturais da faixa piritosa, tendo Vipasca sido um de vários centros mineiros na região, estando os outros situados em Castro Verde, Neves-Corvo e Mértola. A mina de Aljustrel não foi a única explorada pelos romanos na área do moderno concelho de Aljustrel, tendo sido descobertos indícios de mineração daquele período numa jazida de cobre na Herdade do Montinho, nas imediações da aldeia de Rio de Moinhos.

#### Minas
Em relação às minas em si, os romanos exploraram principalmente a área de Algares, tendo sido descobertos vários vestígios de mineração romana no chapéu de ferro. Na obra A Tabula de Bronze de Aljustrel em 1889, o arqueólogo Estácio da Veiga referiu que existem provas de trabalhos romanos nos jazigos de São João do Deserto, embora estes tenham provavelmente sido feitos com um grau de desenvolvimento muito inferior em relação a Algares. A presença de vestígios de trabalhos romanos em São João também é referida numa reportagem que o jornalista Eduardo Coelho escreveu em 1876 para o Diário de Notícias. Embora existam outros depósitos na área de Aljustrel, apenas estes dois é que tinham afloramentos à superfície, motivo pelo qual foram os únicos a serem explorados até ao século XX. Era principalmente produzido cobre, e em menor quantidade a prata.

#### Necrópole e termas
De especial interesse também é uma área sepulcral, conhecida como Necrópole da Valdoca, que estava situada junto ao povoado. Era formada por 496 sepulturas, umas de inumação e outras de icineração, de planta rectangular e escavadas no substrato rochoso, contando originalmente com tampas em pedra, de dimensões diversas.
A povoação romana também contou com um complexo de banhos públicos (thermae), que é referido numa das duas Tábuas de Bronze de Aljustrel, e que segundo Estácio da Veiga poderia ter estado localizado no mesmo local do que as Termas de São João do Deserto, que ao longo de vários séculos foram utilizadas para curar várias doenças de pele. o arqueólogo avançou a teoria de que a Ermida de São João do Deserto poderia ter sido construída em cima dos alicerces do edifício romano, podendo a fonte no seu interior sido um dos vestígios da antiga estrutura. Porém, a ermida foi demolida na segunda metade do século XIX, devido a trabalhos de mineração. De acordo com as regras de funcionamento escritas na Tábua de Aljustrel, as termas romanas dispunham de banheiras para água quente, que era aquecida com recurso a lenha, e poderia ser utilizada tanto por homens como por mulheres.

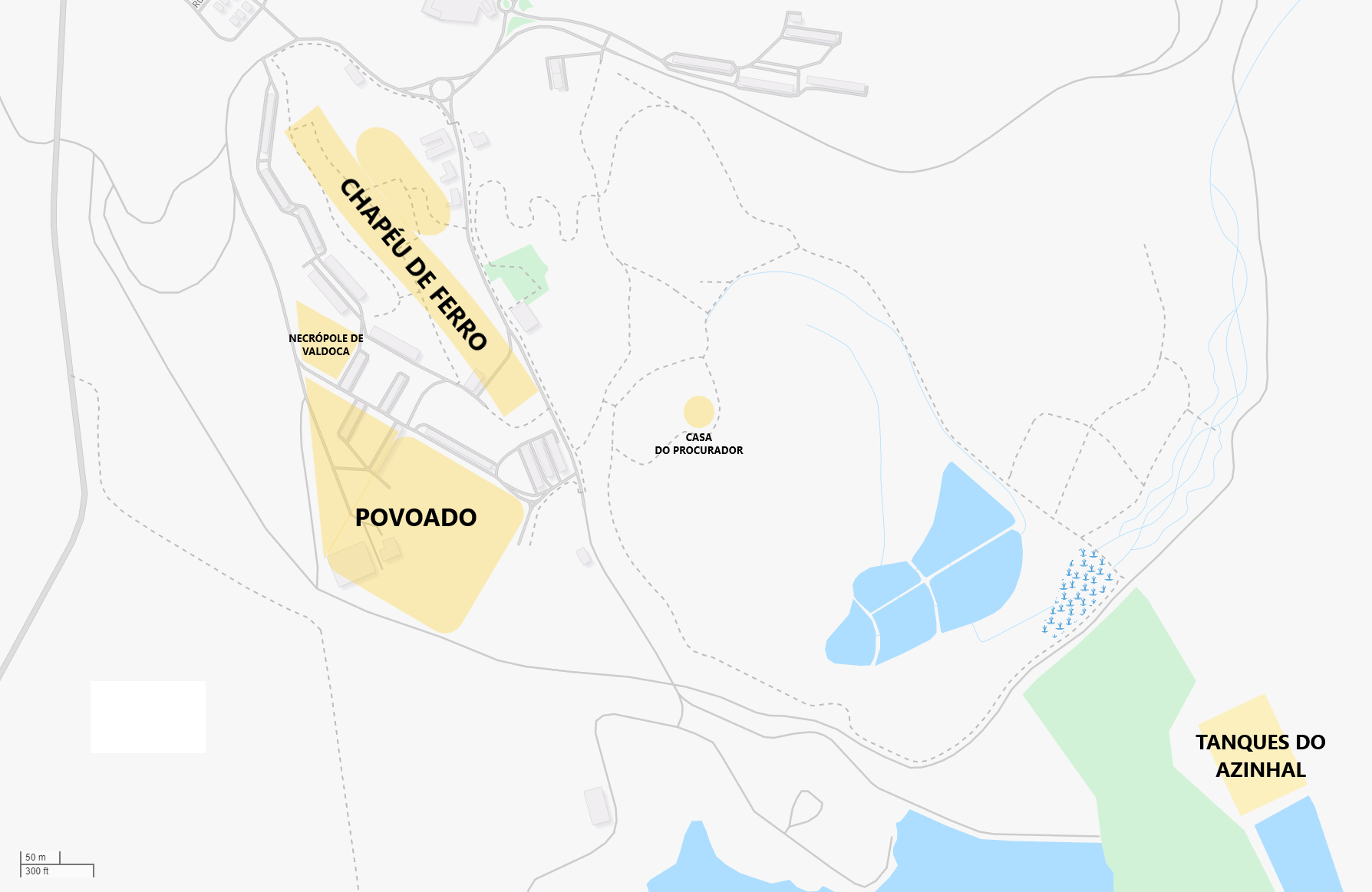
Mapa das zonas onde foram encontrados vestígios romanos. Estão indicados a localização provável do povoado, a necrópole de Valdoca, o conjunto de edifícios residenciais conhecido como "Casa do Procurador", o conjunto de tanques do Azinhal em Feitais, e o chapéu de ferro, um grupo de rochas muito oxidadas, que constituem a parte à superfície de um jazigo mineral, que foi explorado pelos romanos.

### Espólio
Um dos principais indícios da intensidade que a produção mineira atingiu durante o período romano foi a grande quantidade de escórias que foram descobertas na área de Aljustrel, com concentrações em Vale de Oca, Malpique e Feitais. Num artigo publicado em 1931, o investigador Aboim Inglêz calculou o volume das escórias em mais de 120.000 m³, o que poderia corresponder a mais de meio milhão de toneladas de minério. Uma parte considerável dos depósitos de escórias já desapareceu devido ao seu reaproveitamento, que se iniciou ainda durante a fase romana, como pode ser constatado pela presença de escórias nas paredes de um conjunto de tanques. Estes materiais continuaram depois a ser reutilizados em épocas posteriores, por exemplo no empedramento das estradas e para encher depressões no terreno. Uma parte considerável destas escórias apresentavam ainda um grande teor de cobre, motivo pelo qual foram trabalhadas pela operadora belga que era responsável pelas minas de Aljustrel, tendo conseguido produzir alguns milhares de toneladas de cobre metálico. Aboim Inglêz avançou a teoria que durante o período romano a exploração era centrada principalmente na produção de prata, motivo pelo qual teriam ficado por aproveitar estas escórias ricas em cobre.
O espólio encontrado na área da antiga povoação inclui igualmente fragmentos de cerâmica de construção romana, como tégulas e e imbrices, e de outras peças, como ânforas e cerâmica doméstica comum, terra sigillata de tipologia hispânica, moedas e outras peças metálicas, vidros, e utensílios líticos. Estácio da Veiga interpretou duas moedas de ouro como sendo dos reinados dos imperadores Nero e Arcádio, tendo reportado a existência de outras em prata e cobre. As outras moedas pertencem aos reinados de Augusto, Tibério, Vespasiano e Adriano, sendo um testemunho da longa ocupação do local durante o período romano, desde o período de Augusto, no século I d.C., até Arcádio, quando a civilização romana já se encontrava em decadência. A origem das peças cerâmicas é tanto local como regional, tendo sido todas produzidas com recurso a torno, e são principalmente tonalidades que oscilam entre o vermelho e o castanho, fora as caçarolas, cujas pastas são em tons esbranquiçados. As peças em geral apresentam uma boa depuração e cozedura, sem vestígios evidentes de desengordurantes, e algumas delas têm acabamentos com tratamento, como os espatulados interiores nos alguidares, os vidrados transparentes nas caçarolas, e as pinturas em tons pretos e brancos nos jarros e nas tigelas. Na necrópole de Valdoca foi recolhida uma grande quantidade de material cerâmico, sendo a maioria dos tipos comuns encontrados na região, embora alguns exemplares tenham merecido um especial destaque, como uma taça em terra sigillata inédita até então em território nacional, um conjunto de taças em vidro de configuração incomum, semelhantes a peças encontradas na ilha de Chipre,  e vários botões de vidro, que eram utilizados como peças de jogo. Destaca-se o conjunto de cerâmica encontrado na Casa do Procurador, que incluem peças republicanas de tipologia Campaniense B (es), cerâmicas finas de mesa em terra sigillata de morfologias itálicas, sud-gálicas e hispânicas, das oficinas de Andujar e Tricio, e africanas. Em termos de cerâmicas comuns encontram-se peças em vermelho pompeiano, mortárias e dólios, sendo de especial interesse os exemplares lusitanos em tons cinzentos, com motivos decorativos em rolete, e ânforas dos tipos Haltern 70 e Dressel 20, que foram utilizadas no transporte de xarope de uva e azeite bético. Outras ânforas são de origem gaditana, correspondendo aos tipos Dressel 7-11, e Beltrán IIA e IIB, e lusitana, ambas contendo vestígios de produtos de salga, além de peças com formas baixo-imperiais, das tipologias Keay XXII e XXIII. Alguns dos materiais cerâmicos são muito mais tardios, pertencendo ao período islâmico. Algumas das peças identificadas como terra sigillata possuem carimbos das oficinas de Cresti e Vire, correspondentes aos reinados de Tibério a Vespasiano, enquanto que outros fragmentos apresentam a marca de oleiro Carbo, da época flávia. Algumas peças são originárias do Sul da Gália, do centro de La Graufesenque (fr).
Também foram descobertas ferramentas de trabalho em galerias e poços antigos, além de candeias em argila (lucernae - lucernas). Algumas peças de especial interesse, como uma roldana de madeira de azinho e um martelo mineiro de dolerito, foram preservadas no Museu Nacional de Arqueologia.

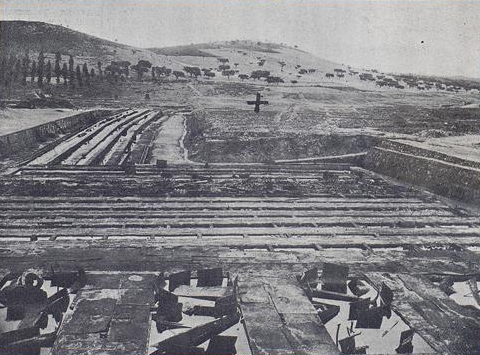
Tanques do cemento de cobre em Aljustrel, na área de Algares. O sinal + indica o sítio onde foi descoberta uma das tábuas romanas. Fotografia retirada da obra Album Alentejano, de 1931.

### Tábuas de Aljustrel
Entre as peças romanas de maior valor histórico em Aljustrel contam-se duas placas de bronze, conhecidas como Vipasca I e II, onde foram escritas várias regras sobre a exploração mineira, com os impostos e penalidades a aplicar. A primeira foi encontrada em 1876 na área de Algares, enquanto que a segunda foi recolhida em 1906 nos escoriais de Malpique, nas imediações de Algares. O arqueólogo alemão Emil Hübner datou a primeira tábua nos finais do século I d.C., devido ao tipo de letra. Segundo o investigador Custódio Magueijo, a segunda é ligeiramente posterior à primeira, sendo provavelmente do período do imperador Adriano, entre 117 e 138 d.C., uma vez que nela se faz referência ao imperador como uma pessoa viva (sacratissimus) em vez de falecida (diuus). Caso a hipótese de datação avançada por Hübner para a tábua I esteja certa, então ambas têm uma diferença temporal de duas ou mais décadas, tornando uma relação textual pouco provável. Porém, o processo de datação de Hübner foi contestado por outros investigadores como incerto, podendo a primeira ser igualmente da época de Adriano, além que a tábua II poderia ter sido uma cópia alterada de um texto primitivo, que fosse contemporâneo da tábua I. Além disso, há a considerar a circunstância que a primeira está escrita em ambos os lados, com ligeiras diferenças entre os textos, pelo que foi trabalhada em duas fases distintas, correspondentes ao texto original e à sua correcção ou actualização na face oposta. Estácio da Veiga considerou esta alteração no texto como um possível testemunho das várias mutações pelo qual passou a administração romano da Península Ibérica, com a fragmentação das províncias e a formação de vários governos de curta duração, processo que teve decerto um forte impacto na legislação regional. Descreveu a primeira tábua como sendo composta por uma lâmina de bronze com 78,5 cm de altura e 52 cm de largura, e possuindo vários orifícios, provavelmente para pregar a peça num local público. Desta forma, seria uma continuação da prática romana de colocar pranchas metálicas em locais públicos, informando a população sobre as leis vigentes, tradição que teve origem nas doze tábuas de Roma, que constituíram a base da legislação romana.
O texto da tábua I consiste num conjunto de regras sobre diversos temas, divididas em cláusulas, embora cada uma abranja apenas parcialmente o assunto, pelo que certamente faria parte de um conjunto maior, onde estaria escrito o resto do texto. Porém, a tábua II provavelmente não faria parte deste conjunto, uma vez que se concentra principalmente da mineração, ao contrário da primeira, que se dedica a vários tópicos. Mesmo na primeira a temática da mineração assume uma expressão destacada, o que é um reflexo da grande importância daquela indústria, além que as minas eram legalmente consideradas como ager publicus (propriedade pública), com regras fiscais próprias. A tábua I não era a primeira do seu conjunto, uma vez que está escrita como uma carta ou mensagem (epistola), com um cabeçalho (praescriptio) onde normalmente eram colocados dois nomes, o remetente e o destinatário. A própria configuração da frase (VLPIO AELIANO SVO SALUTEM - Saúda o seu caro Úlpio Eliano) indica que esta é a metade direita do cabeçalho, identificando o destinatário como Úlpio Eliano, que muito provavelmente ocupava o posto de Procurator ou subprocurator (procurador ou subprocurador), um tipo de oficial responsável por uma província romana. De acordo com Magueijo, o seu sobrenome (Aelianus) indica que era um liberto, um antigo escravo de uma família influente de Roma (Aelia Gens - família Aelia) (en) da qual fazia parte do imperador Adriano (cujo nome completo era Publius Aelius Hadrianus). O seu primeiro nome também faz referência a outra destacada família romana, os Úlpios (Ulpia Gens). Trata-se assim de um exemplo de um escravo liberto que conseguiu atingir uma elevada posição social.

#### Vipasca I
Entre os vários tópicos retratados na tábua I destacam-se os direitos para os indivíduos que compraram o direito de cobrar imposto, conhecidos como conductores. Isto refere-se a um processo legal onde os responsáveis pelo fisco vendiam o direito de cobrar os impostos, enquadramento que tinha vantagens tanto para os fiscais, porque os libertavam do moroso trabalho de recolher os impostos, como para os arrematantes, que ganhavam os juros sobre o capital dispendido. Com efeito, tanto na primeira como na segunda tábua está bem expressa a intenção dos fiscais de não exercerem de forma directa alguns dos seus direitos, resultando numa desburocratização do processo, reduzindo desta forma as despesas e o número de pessoal necessário. A primeira cláusula refere-se ao imposto sobre vendas (centesimae argentariae stipulationis), tendo sido interpretada por Estácio da Veiga como o direito do arrematante das rendas fiscais, ou o rendeiro, ou o seu sócio ou agente (conductor socius actorve ejus) de receber um por cento do valor de todas as arrematações que fossem feitas em leilão dentro da área mineira de Vipasca (intra fines metalli vipascensis), embora esta regra não se aplicasse às vendas que eram feitas pelo administrador das minas (procurator metallorum). Porém, caso este faça a venda de poços de minas, o comprador é que seria responsável pelo pagamento da centésima. Entre outras condições, o valor devido ao rendeiro seria duplicado se não fosse pago dentro de três dias. A segunda é o imposto sobre o pregão (scripturae praeconii), determinando que o rendeiro tinha direito a duas centésimas do valor de todas as vendas por arrematação, caso fossem interiores a cinquenta dinheiros e não ultrapassassem o dobro, sendo então esta pertencentagem reduzida a uma centésima. Estabelece igualmente vários valores fixos a pagar ao rendeiro sobre a venda de escravos, minas e animais. A terceira consiste nos deveres dos rendeiros dos banhos públicos e as suas regras de funcionamento (balinei fruendi), determinando os horários de funcionamento distintos para homens e mulheres, ordenando a abertura dos banhos a partir do primeiro dia de Julho até ao final do ano, e obrigando o arrendatário do edifício (conductor) a manter o fornecimento de água quente nas banheiras próprias. Proíbe igualmente o rendeiro de vender lenha própria para as fornalhas, e relata as multas a aplicar caso não mantivesse as termas em funcionamento. Indica também os preços, sendo de um Asse para as mulheres e meio asse para os homens, e gratuito para os menores, libertos, funcionários públicos e soldados. A quarta incide sobre os sapateiros (sutrini), e ordena que quem fabrique ou venda peças de calçado ou correaria, ou pregue ou venda pregos normalmente utilizados no calçado dos soldados, além de praticar outras funções comuns aos sapateiros, pague o dobro do que ganhou ao rendeiro, e determina que só este tem o monopólio sobre a comercialização dos pregos e a venda e reparação de calçado. A quinta refere-se os barbeiros (tonstrini), e determina que só o rendeiro é que podia exercer a profissão, sendo os prevaricadores multados e privados das suas ferramentas de trabalho. Esta regra não se aplicava aos escravos que tratassem dos seus senhores ou dos seus companheiros. A sexta apresenta condições semelhantes sobre os profissionais de tinturaria e lavagem do vestuário (tabernarum fulloniarum), permitindo apenas ao rendeiro o serviço da preparação de vestuário, e dando-lhe autorização para multar e penhorar todos os outros que exercessem esta profissão. A sétima refere-se à venda de minério e de ardósia e sobre o pessoal empregado (scripturae scauriorum et testariorum), especificando um preço a pagar ao rendeiro pelos trabalhadores empregues nas pedreiras de ardósia, e pela preparação e venda das escórias de cobre, prata e outros minerais. Estácio da Veiga avançou a teoria de que além do uso tradicional para as ardósias como material de construção nas paredes e nas calçadas, também poderia ter sido empregue para o fabrico de recipientes nas fundições, que poderiam ser produzidos a partir de fragmentos de xisto. A oitava isenta do imposto os mestres-escola (ludi magistri) (en), e a nona refere-se ao imposto por ocupação das minas (usurpationes puteorum siue pittaciarium). Esta última é de especial interesse por se referir ao regime legal já citado, ou seja, o interessado em ocupar uma mina (occupator) pagava o imposto de ocupação (pittaciarium) não aos fiscais mas ao indivíduo que comprou o direito de cobrar os impostos. Magueijo adianta que os valores em causa seriam fixos e relativamente baixos, devido aos riscos em abrir uma nova mina ou ocupar uma já existente, que poderia não se revelar suficientemente produtiva.

#### Vipasca II
A tábua II centra-se apenas sobre vários assuntos ligados à exploração mineira, sendo considerado de grande importância não só devido à grande raridade deste tipo de textos, mas porque permitiu um grande desenvolvimento nos conhecimentos sobre a legislação mineira no período romano. A inscrição também está incompleta, faltando pelo menos uma coluna. Os primeiros cinco capítulos referem-se a dois contextos legais sobre a exploração das minas, um relativo aos poços que foram ocupados, enquanto que o outro trata dos poços que foram comprados ao fisco. No primeiro caso, um indivíduo ou uma sociedade (occupator) que abria um novo poço ou ocupava um já existente mas em estado de abandono tinha um curto prazo para pagar o correspondente imposto (pittaciarium), de forma a poder continuar a exploração, e caso atingisse um filão, poderia ficar com metade do minério que fosse produzido (pars occupatoris), enquanto que a outra metade seria para o fisco (pars ad fiscum pertinens), de acordo com as regras estabelecidas pelo imperador Adriano. Porém, antes de poder levar a sua parte para a fundição, o occupator era forçado a comprar a metade devida ao fisco, ou seja, a pagar em dinheiro o valor correspondente ao minério que supostamente pertencia ao estado. Desta forma, os fiscais ficavam desde logo com o dinheiro, evitando a necessidade de transportar, fundir e vender o minério, simplificando assim todo o processo. De forma a garantir uma produção constante, a legislação impedia que um poço sob regime de concessão estivesse parado durante dez ou mais dias consecutivos. O segundo caso corresponde à venda um poço por parte do fisco, do qual o occupator anterior tinha perdido a concessão, o que poderia suceder por vários motivos, como falência ou descumprimento da legislação. Na tábua em si não estão descritos os pormenores do processo de venda, mas provavelmente o direito de concessão não era vitalício, especialmente tendo em conta que seria pago de uma só vez, além que o ager publicus era de natureza inalienável. Assim, Magueijo apresentou a hipótese que se trataria de um contrato de arrendamento com um prazo certo, que muito provavelmente podia ser prolongado, concedendo ao interessado o direito a todo o minério que podia ser encontrado no poço, libertando-o dos pagamentos periódicos que eram feitos no regime de ocupação. Ambos os sistemas de concessão aplicavam-se às minas de cobre e de prata. Porém, no caso das explorações de prata que estivessem no regime de ocupação e os rabalhadores atingissem um jazigo, deviam pagar de uma só vez um imposto suplementar de 4000 sestércios, valor que Magueijo considerou bastante razoável, tendo em conta o valor daquele minério. Após o pagamento desta taxa o resto da concessão fazia-se nos moldes normais, com o occupator a comprar a metade pertencente ao estado, como nas minas de cobre. Caso o ocupante perdesse a concessão, o fisco também podia colocar à venda um novo aluguer do poço, embora a preços ajustados para um jazigo de prata. Desta forma, o pagamento do imposto sobre a descoberta de um novo filão de prata até poderia ser considerado como uma vantagem em relação àqueles que obtinham a concessão através de leilão, porque estes tinham de comprar desde logo os seus direitos sobre uma mina que já tinha começado a ser explorada, enquanto que os primeiros puderam aproveitar um novo filão.
Os capítulos 6 a 8 determinam várias regras sobre a exploração em sociedade, enquanto que o nono proíbe o transporte de minério entre o pôr e o nascer do sol, como forma de defender os interesses do fisco, uma vez que durante a noite era difícil vigiar o movimento. O décimo regula as penas a aplicar sobre ladrões de minério, e os capítulos 11 a 13 listam várias medidas necessárias contra a ocorrência de desprendimentos de terras e de rochas no interior dos poços e das galerias. As cláusulas 14 a 18 aplicam várias regras para garantir a manutenção do canal de escoamento da água, como a obrigatoriedade de deixar um espaço inexplorado de cerca de 4,5 m em redor do canal nas minas de cobre, e de 18 m para as de prata. A última impede igualmente o concessionário de ultrapassar os limites legais no seu poço, tanto no subsolo como à superfície.

## História

### Antecedentes e fundação
A riqueza mineral de Aljustrel foi aproveitada desde tempos muito remotos, tendo a primeira povoação na área de Aljustrel, fundada provavelmente durante o calcolítico e situada na colina do castelo, sido precisamente um centro mineiro, onde se produzia cobre. Um outro importante núcleo populacional em Aljustrel durante a proto-história foi o Cerro da Mangancha, um povoado fortificado que foi habitado desde os finais da Idade do bronze e depois ao longo da Idade do Ferro, até aos princípios da época romana.
Por volta do século I d.C., o Cerro da Mangancha foi abandonado e foi fundada uma nova povoação, com o nome de Vipasca. Segundo o espólio encontrado na Casa do Procurador, o local já tinha começado a ser ocupado no século I a.C., durante a época republicana de Roma. A transferência das populações pode ser explicada por um maior interesse em explorar as massas minerais de Aljustrel, devido às reformas iniciadas pelo imperador Augusto (r. 27 a.C. - 19 d.C.) para desenvolver a mineração na província da Hispânia. Até então, as elites políticas romanas tinham revelado pouca vontade em aproveitar os jazigos na área Sudoeste da península, concentrando-se principalmente nos campos mineiros nas regiões de Múrcia e na Serra Morena. Augusto prosseguiu igualmente os amplos programas de organização territorial no Sudoeste peninsular, que tinham sido iniciados por Júlio César (r. 49 a.C. - 44 a.C.), integrando esta zona nos sistemas de exploração romanos, fundando novas colónias como Pax Iulia, e construindo um conjunto de pequenas fortificações, conhecidas como castella. Desta forma, o território foi pacificado pelas tropas romanas, processo conhecido como Pax Romana, permitindo às populações abandonar os seus antigos povoados fortificados, como a que se encontrava no Cerro da Mangancha. A nova povoação foi instalada na área de Vale da Oca, mais próxima dos filões de Algares. Porém, esta não foi a primeira tentativa de povoamento na zona de Algares, já que no chapéu de ferro ali situado foram encontrados alguns indícios do calcolítico. De acordo com o espólio cerâmico, a área sepulcral da Valdoca também terá começado a ser utilizada nos princípios do século I d.C..

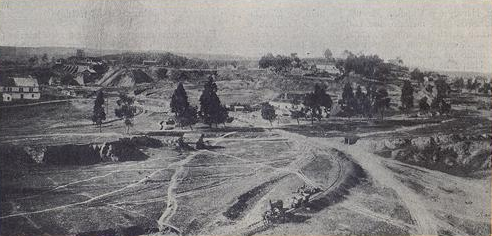
Mina dos Algares, uma das mais antigas em Aljustrel, explorada desde o calcolítico até à época contemporânea. Fotografia retirada da Album Alentejano, de 1931.

### Expansão
Os romanos desenvolveram consideravelmente a exploração mineira em Aljustrel, podendo ter chegado a ser a mina mais importante na província da Lusitânia. Porém, a produção conheceu grandes variações ao longo da sua história, acompanhando a situação económica de Roma, tendo o seu ponto mais elevado sido atingido no século I e primeira metade do II, com o pico em meados desse século. Na segunda metade da centúria verificou-se uma queda na produção, causada por uma crise política em Roma, e apesar das tentativas dos procuradores para restituir as explorações, nunca mais voltou a atingir os elevados valores registados anteriormente.
Algumas das residências romanas encontradas durante os trabalhos arqueológicos feitos entre 1981 e 1982 demonstram sinais de várias fases de construção, tendo as estruturas mais antigas contado com alguns materiais perecíveis, como peças em madeira. Embora a maior parte dos elementos de construção pertencessem ao século III, o espólio no local era mais disperso do ponto de vista cronológico, entre os séculos I a.C. e IV d.C.

### Declínio e abandono
A povoação romana poderá ter começado a entrar em declínio a partir de meados do século III, como pode ser constatado pela redução no número de peças de cerâmica a partir daquele período, na necrópole de Valdoca e noutros pontos de Aljustrel. Segundo os arqueólogos Jorge e Adília de Alarcão, isto poderá ter sido causado por uma grande crise no império, que teria levado ao abandono das minas.
Nos princípios do século IV, com a restituição do poder imperial, volta-se a assistir a um aumento da produção mineira um pouco por todo o império, como parte de um processo de reindustrialização, mas este esforço acaba por falhar, levando a uma redução considerável nas operações mineiras entre os séculos IV e princípios do V, devido à instabilidade provocada decadência e extinção da civilização romana, e à ocorrência de uma grande crise na indústria mineira, que deixa de ser um dos principais motores da economia. Com o declínio das minas, a povoação de Vipasca perdeu a sua importância, embora a produção mineira provavelmente não tenha cessado completamente, surgindo algumas referências à sua existência durante o período visigótico. O sítio da Casa do Procurador foi habitado durante o domínio islâmico, o que é testemunhado pela presença de peças de cerâmica dos séculos XI e XII.
Posteriormente foi construído um templo cristão com cemitério nas imediações das ruínas romanas, que funcionou até ao século XVIII, e que poderá corresponder à Capela de São Bartolomeu. Os registos mais antigos à existência deste santuário são do século XV.

### Redescoberta
Ao longo do século XIX, com o desenvolvimento da exploração mineira em Aljustrel, começaram a ser encontrados vários vestígios romanos, como antigas galerias e poços, grandes depósitos de escórias e ruínas de edifícios. Em 1876 foi feita uma das descobertas históricas mais importantes, quando foram recolhidas duas tábuas de bronze de um escorial, onde estavam escritas várias regras sobre a exploração mineira, e que foram atribuídas ao período do imperador Adriano. Os trabalhos arqueológicos prosseguiram no século XX, tendo em 1954 sido escavado um conjunto de estruturas, conhecido como Casa do Procurador. Em 1981 e 1982 foram feitas escavações de emergência num local que iria ser ocupado por estruturas da empresa Pirites Alentejanas, e onde se calculava que estariam ruínas da cidade romana. Com efeito, foram encontrados os vestígios de vários edifícios residenciais, incluindo paredes em pedra, canalizações e um pavimento em opus signinum. Também foram descobertos os vestígios de um templo, possivelmente a Capela de São Bartolomeu. No ano seguinte foi investigada a galeria de uma mina e o chapéu de ferro, tendo sido recolhidos fragmentos de vasos cerâmicos, telhas de rebordo, ímbrices, escórias e um prego. Em 1989 foram investigadas as ruínas das oficinas metalúrgicas romanas, sob a coordenação do professor Claude Domergue. Estes vestígios foram descobertos durante as obras de remoção das escórias romanas para a instalação da barragem de águas limpas. Em 1990 e 1995 foram feitos novos trabalhos arqueológicos, motivados por destruições causadas por obras na mina. Ainda no século XX a empresa das Pirites Alentejanas, responsável pela exploração das minas, instituiu um museu particular para preservar as peças antigas que foram encontradas.
Em 2006, o Museu Municipal de Aljustrel lançou o programa arqueológico Vipasca, em conjunto com a Universidade de Huelva e o Instituto Arqueológico Alemão, que tinha como finalidade investigar a história das minas desde o terceiro milénio a.C. até à Idade Média. Os primeiros trabalhos, feitos ainda nesse ano, incidiram sobre a Casa do Procurador e as áreas de Feitais, tendo sido igualmente estudado o espólio já existente no Museu de Aljustrel, e analisadas as escórias romanas. As ruínas de Feitais foram novamente estudadas, como parte do programa Vipasca, em 2007, 2008 e 2009. Em 2010 continuaram os trabalhos arqueológicos na Casa do Procurador e em Feitais, que também incidiram sobre o castelo e o Cerro da Mangancha, e que envolveram voluntários das universidades de Coimbra, Nova de Lisboa, Huelva, Sevilha e São Paulo.
Em 2011 foram feitas novas sondagens, como parte de um programa de reabilitação ambiental nas áreas mineiras abandonadas de Algares, São João do Deserto e Pedras Brancas, tendo sido descoberto um escorial de grandes dimensões, além de um conjunto de estruturas ligadas à produção de cobre, nas imediações da barragem. Em Janeiro de 2019, o presidente da Câmara Municipal, Nelson Brito, exigiu o regresso a Aljustrel das tábuas de bronze romanas, que estavam então preservadas no Museu Nacional de Arqueologia, em Lisboa.

## Leitura recomendada
- COFFYN, André (1983). «La fin de l'Age du Bronze dans le Centre-Portugal». O Arqueólogo Português. Lisboa
- DOMERGUE, Claude; ANDRADE, Rui Freire de (1971). Sondage 1967 et 1969 a Aljustrel (Portugal). Note preliminaire, Conimbriga. Nova História de Portugal. Coimbra: [s.n.]
- JORGE, Vítor de Oliveira (1990). Complexificação das sociedades e sua inserção numa vasta rede de intercâmbios. Nova História de Portugal. Lisboa: [s.n.]
- LOBATO, João Rodrigues (1983). Aljustrel monografia. Aljustrel: Câmara Municipal de Aljustrel
- MACIAS, Juan Aurelio Pérez;  et al. (2012). «As tábuas de bronze de Vipasca: Aljustrel-Portugal» 1.ª ed. Aljustrel: Município de Aljustrel e Agência de Desenvolvimento Regional do Alentejo. 97 páginas. ISBN 978-972-95001-6-9
- MAIA, Manuel Maria da Fonseca Andrade (1978). «Fortalezas romanas do sul de Portugal». Zephyrus. Salamanca